# ملكة جمال الولايات المتحدة الأمريكية 1978
ملكة جمال الولايات المتحدة الأمريكية 1978 (بالإنجليزية: Miss USA 1978)‏ هي النسخة السابعة والعشرون من مسابقة ملكة جمال الولايات المتحدة الأمريكية منذ انطلاقتها عام 1952، أقيمت المسابقة في 29 أبريل 1978 تم بثها على الهواء مباشرة بواسطة شبكة سي بي إس من قاعة جيلارد البلدية في تشارلستون ، كارولاينا الجنوبية، في نهاية الحدث فازت بالمسابقة جودي أندرسن من هاواي ، وتوجت بالمسابقة من قبل ملكة جمال الولايات المتحدة الأمريكية المنتهية ولايتها كيمبرلي تومز من ولاية تكساس. كانت أندرسن ثالث امرأة من هاواي تفوز بلقب ملكة جمال الولايات المتحدة الأمريكية ، وحصلت على المركز الوصيفة الأولى بعد مارغريت غاردينر من جنوب إفريقيا في ملكة جمال الكون 1978.

## النتائج

### المراكز النهائية
| النتائج النهائية                          | المتنافسة |
| ----------------------------------------- | --- |
| ملكة جمال الولايات المتحدة الأمريكية 1978 | - هاواي - جودي أندرسن |
| الوصيفة الأولى                            | - ماساتشوستس - ديان بولارد |
| الوصيفة الثانية                           | - تكساس - باربرا هوران |
| الوصيفة الثالثة                           | - إنديانا - جايمي بوشر |
| الوصيفة الرابعة                           | - نيو مكسيكو - مارلينا جارلاند |
| أفضل 12                                   | - ألاسكا - باربرا سامويلسون - كاليفورنيا - دونا أدريان - فلوريدا - إبريل شو - أوكلاهوما - نانسي ليبولد - بنسلفانيا - ساندي ديل - يوتا - مارجو فلين - فرجينيا - روبن شادل |

## المتسابقات
قائمة الولايات والمندوبات المشاركات في مسابقة ملكة جمال الولايات المتحدة الأمريكية :
| - ألاباما - إيفا جو ستانسيل - ألاسكا - باربرا صامويلسون - أريزونا - جاكي كروتشفيلد - أركنساس - دونا فوندربورك - كاليفورنيا - دونا أدريان - كولورادو - ليندا بوتستيو - كونيتيكت - مارثا زابو - ديلاوير - دونا لويس - مقاطعة كولومبيا - واندا كلينمان - فلوريدا - أبريل شو - جورجيا - لاريندا ماثيوز - هاواي - جودي أندرسن - أيداهو - سوزيت سانفورد - إلينوي - سوزان بيشي - إنديانا - جايمي بوشر - آيوا - ميشيل دالي - كانساس - ديدي بيل - كنتاكي - ليندا وودروف - لويزيانا - تاوني هانس - مين - كاثرين ليدو - ماريلند - روندا كوخ - ماساتشوستس - ديان بولارد - ميشيغان - أبريل باتريك - مينيسوتا - جاني جول - مسيسيبي - واندا جاتلين - ميزوري - بولا تايلور | - مونتانا - سوزان ريبليت - نبراسكا - شاري ريمر - نيفادا - روشيل جيمسون - نيوهامبشير - باربرا ميلر - نيوجيرسي - شيريل آن هوين - نيومكسيكو - مارلينا جارلاند - نيويورك - دارلين جافيتس - كارولاينا الشمالية - كاثرين نورمان - داكوتا الشمالية - تيريزا أولسون - أوهايو - شيلا أندرسون - أوكلاهوما - نانسي ليبولد - أوريغون - جولي هيتر - بنسيلفانيا - ساندي ديل - رود آيلاند - شارون ماكغاري - كارولاينا الجنوبية - كاثرين - داكوتا الجنوبية - نادين أوبولد - تينيسي - سوزانا تيمبرليك ثريت - تكساس - باربرا حوران - يوتا - مارجو فلين - فيرمونت - نانسي ويرزبيكي - فيرجينيا - روبن شادل - واشنطن - باربرا بوغار - فيرجينيا الغربية - ديبورا ديفيس - ويسكونسن - سينثيا بولسون - وايومنغ - كاثرين فليتنر |

## روابط خارجية
- موقع ملكة جمال الولايات المتحدة الأمريكية الرسمي